# 5720 (ano hebraico)
5720 (hebraico: ה'תש"ך) foi um ano hebraico correspondente ao período após o pôr do sol de 2 de outubro de 1959 até ao pôr do sol de 21 de setembro de 1960 do calendário gregoriano.
| Mês judaico | Calendário gregoriano                                                                   |
| ----------- | --------------------------------------------------------------------------------------- |
| Tishrei     | após o pôr do sol de 2 de outubro de 1959 até ao pôr do sol de 1º de novembro de 1959   |
| Cheshvan    | após o pôr do sol de 1º de novembro de 1959 até ao pôr do sol de 1º de dezembro de 1959 |
| Kislev      | após o pôr do sol de 1º de dezembro de 1959 até ao pôr do sol de 31 de dezembro de 1959 |
| Tevet       | após o pôr do sol de 31 de dezembro de 1960 até ao pôr do sol de 29 de janeiro de 1960  |
| Shevat      | após o pôr do sol de 29 de janeiro de 1960 até ao pôr do sol de 28 de fevereiro de 1960 |
| Adar        | após o pôr do sol de 28 de fevereiro de 1960 até ao pôr do sol de 28 de março de 1960   |
| Nissan      | após o pôr do sol de 28 de março de 1960 até ao pôr do sol de 27 de abril de 1960       |
| Iyyar       | após o pôr do sol de 27 de abril de 1960 até ao pôr do sol de 26 de maio de 1960        |
| Sivan       | após o pôr do sol de 26 de maio de 1960 até ao pôr do sol de 25 de junho de 1960        |
| Tammuz      | após o pôr do sol de 25 de junho de 1960 até ao pôr do sol de 24 de julho de 1960       |
| Av          | após o pôr do sol de 24 de julho de 1960 até ao pôr do sol de 23 de agosto de 1960      |
| Elul        | após o pôr do sol de 23 de agosto de 1960 até ao pôr do sol de 21 de setembro de 1960   |

## Dados sobre 5720
- Ano comum completo (shelemah): 355 dias
- Cheshvan e Kislev com 30 dias
- Ciclo solar: 8º ano do 205º ciclo
- Ciclo lunar: 1º ano do 302º ciclo
- Ciclo Shmita: 1º ano
- Ma'aser Sheni (dízimo para Jerusalém)

## Fatos históricos
- 1890º ano da destruição do Segundo Templo
- 12º ano do estabelecimento do Estado de Israel